# Sveriges Lokalradio AB
«Местное радио Швеции» (швед. Sveriges Lokalradio AB) — шведская радиокомпания.

## Правопредшественники
Компания возникла в 1979 году на базе подразделений акционерного общества «Радио Швеции». 

## Радиовещательная деятельность компании
Вело местные передачи по различным программам, а с 1987 года по 4-й программе:
- в губернии Готланд;
- в губернии Гевлеборг;
- в губерниях Гётеборг и Бохус;
- в губернии Халланд;
- в губернии Йёнкёпинг;
- в губернии Кальмар;
- в губернии Кристианстад;
- в губернии Кроноберг;
- в губернии Норботтен;
- в губернии Эльвсборг;
- в губернии Скараборг;
- в Стокгольме;
- в губернии Вестернорланд;
- в губернии Вестманланд;
- в губернии Эстергётланд.

С 1987 года также вела центральные передачи по 4-й программе.

## Владельцы
В 1979-1993 гг. владельцем радиокомпании являлся медиа-холдинг «Радио Швеции». 

## Правопреемники
В 1993 году реорганизовано путём объединения с акционерным общество «Национальное радио Швеции» в акционерное общество «Радио Швеции».